# Bocas del Toro
Pour les articles homonymes, voir BOC.
Bocas del Toro est la capitale de la province de Bocas del Toro, au Panama. Elle est située sur l'île Colón de l'archipel de Bocas del Toro dans la mer des Caraïbes, au nord-ouest du Panama.
Bocas del Toro possède un aéroport (code AITA : BOC).

## Population et tourisme
Relativement peu de Panaméens vivent sur l'île, optant pour un logement moins cher sur le continent. Bocas del Toro est une destination touristique populaire toute l'année. 
La ville est assez petite pour que la plupart des lieux soient accessibles à pied. Les rues sont disposées en damier. Toutefois, seul le bateau-taxi permet de se déplacer entre les îles.

## Infrastructures
Bocas del Toro manque de certaines infrastructures de base.
Une centrale électrique alimente les villes des îles Colón, Carenero (en) et Bastimentos. La communauté dispose d'une usine de traitement des eaux usées, mais pas de la même qualité que celle d'une grande métropole.
La ville manque d'un système de filtration ou de traitement de l'eau. L'eau potable et l'eau de mer ont des niveaux très élevés de bactéries de forme fécale.

## Jumelages
- Nuuk (Groenland)
- Nome (Alaska) (États-Unis)